# Флогитски метох
Флогитски метох „Свети Пантелеймон“ (на гръцки: Μετόχι Φλογητών) е метох в Егейска Македония, Гърция. Разположен е на Халкидическия полуостров, на север от Флогита, дем на средата на пътя за Зографу. Метохът е голямо имение, притежание на руския атонския манастир „Свети Пантелеймон“.

## История
Метохът датира от 1311 година, но запазените сгради са строени от 1853 до 1909 година. След Първата световна война в 1920 година в него е настанена болница на Американския Червен кръст. По време на Втората световна война метохът е седалище на окупационните сили. През 1960 година след опустошителен пожар е изоставен. През 1999 година групата сгради става собственост на Министерството на културата и Ефориите за византийски старини. От 2000 година комплексът сгради, разположени на площ от около 27 декара, се възстановява.